# Alitas de pimienta con limón
Las alitas de pimienta con limón (o alitas lemon pepper) son alitas de pollo sin empanizar cubiertas con pimienta con limón. El plato fue inventado en Atlanta, Georgia, y se considera un emblema de la cocina de la ciudad.

## Historia
Las alitas de pimienta con limón se inventaron en Atlanta, Georgia, donde la gente comenzó a agregar pimienta con limón a las alitas de pollo estilo buffalo wings para reducir su picante. Las alitas que venían aderezadas con pimienta con limón se hicieron populares más tarde en los restaurantes de la ciudad. Otra razón de la popularidad de las alitas de limón y pimienta a principios de la década de 2000 puede haber sido el hecho de que era menos probable que mancharan la ropa que las alitas de pollo estilo buffalo, y eran las preferidas por los raperos que solían usar camisetas blancas en ese momento.
El plato está fuertemente asociado con la cocina de Atlanta. La alcaldesa de Atlanta, Keisha Lance Bottoms, comentó que «las alitas de pimienta con limón son Atlanta» en 2017. En 2022, Eric Kim de The New York Times escribió que «en Atlanta, la pimiento con limón es la reina» y describió las alas como «centrales para el tejido social [de la ciudad]».
Las alitas han inspirado varios platos, como tacos de pimienta con limón, papas fritas, pierogis, pizza, cerveza, y refrescos.
Las alitas de limón y pimienta se sirven con frecuencia en los clubes de estriptis de la ciudad. Chris Kirschner de The Athletic observó que la comida de alta calidad era a menudo un sello distintivo de los clubes de estriptis de Atlanta, en particular las alas, y se sabía que su comida atraía a invitados famosos. También se sirve en todo Estados Unidos por cadenas de restaurantes.

## Descripción
El plato se prepara friendo o asando alitas de pollo sin empanizar. Después de la cocción, se echan en pimienta con limón, un condimento hecho con ralladura de limón y pimienta negra, así como otros ingredientes como el azúcar. Muchas recetas usan pimienta con limón prefabricada.

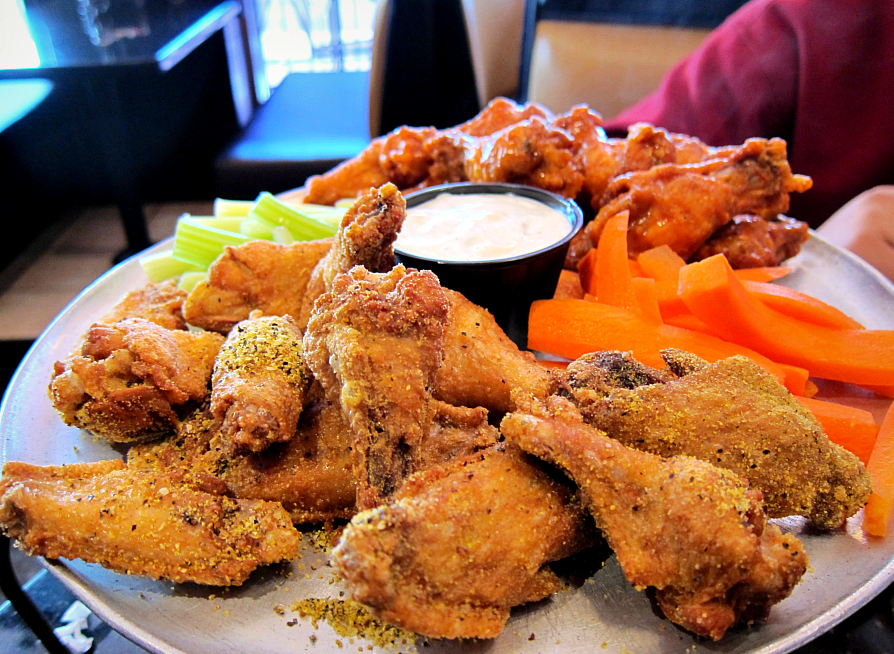
Un plato de alitas de pimienta con limón, buffalo wings y verduras en rodajas.

### Lemon pepper wet
«Lemon pepper wet» («pimienta con limón mojada») es una variación en la que las alas se cubren con una salsa. Se pueden mezclar con una salsa de limón en lugar de un adobo seco. Esta versión del plato fue inventada en el American Deli en Atlanta. Otras versiones de este plato consisten en cubrir las alas con mantequilla o salsa buffalo y echarlas en pimienta con limón seca.

## En la cultura popular
Las alitas de pimienta con limón se mencionan comúnmente en la música y la televisión relacionadas con Atlanta. La canción de 2 Chainz «Hot Wings» (2018) incluye el verso She just want her 20-piece/ All flesh with the lemon pepper («Ella solo quiere sus 20 piezas / Toda la carne con pimienta con limón»). Se mencionan en la canción de Drake «Lemon Pepper Freestyle» (2021) con Rick Ross. Ross, propietario de varios locales de Wingstop, una cadena internacional de alitas de pollo, los ha mencionado en muchas otras canciones, incluidas «Buy Back the Block», «Dope Dick», «U.O.E.N.O.» y «Thug Cry». También han sido mencionados en canciones de raperos como Gucci Mane y el grupo Migos.
Aparecieron en el segundo episodio de la serie de televisión Atlanta, en el que un personaje recibe alitas «mojadas con pimienta y limón» del restaurante de la vida real J. R. Crickets. La escena se volvió viral en las redes sociales y popularizó el plato en línea. En ese momento, las alitas «mojadas con pimienta y limón» no estaban en el menú del restaurante, aunque tenían un plato similar llamado alitas «Fester» a las que los clientes se referían con frecuencia como «mojadas con pimienta de limón». El «mojado de pimienta y limón» representado en el programa en realidad se inspiró en un plato que se sirve en American Deli, un restaurante diferente en Atlanta. El escritor Stephen Glover explicó que quería que el personaje estuviera «enganchado» tras recibir un artículo que no estaba en el menú de J. R. Crickets. En 2017, J. R. Crickets agregó las alitas «mojadas con pimienta de limón» al menú en honor a la serie. Mike Jordan de Eater Atlanta afirmó que el episodio había popularizado el plato.
En 2020, Lou Williams de Los Angeles Clippers fue apodado «Lemon Pepper Lou» en las redes sociales cuando se informó que pidió alitas de pimienta con limón en el club de estriptis Magic City durante un viaje fuera de la Burbuja de la NBA. Anteriormente era conocido por frecuentar el club para comprar sus alitas, donde el plato «Louwill Lemon Pepper BBQ Wings» lleva su nombre. Williams inicialmente se opuso al apodo, pero luego lo registró.